# Abu Muhammad Abd al-Haqq II
Abū Muḥammad ʿAbd al-Ḥaqq b. ʿUthmān, in arabo أبو محمد عبد الحق بن عثمان‎?, Abū Muḥammad ʿAbd al-Ḥaqq ibn ʿUthmān (1420 – Fès, 1465), è stato un sultano berbero merinide che regnò su alcune parti del Maghreb al-Aqsa (attuale Marocco).
Fu l'ultimo sultano di questa dinastia, in un regno che durò dal 1421 al 1465, anno del suo massacro.

## Biografia
ʿAbd al-Ḥaqq era figlio di Abū Saʿīd ʿUthmān III e di una schiava castigliana. ʿAbd al-Ḥaqq aveva un anno d'età quando il padre Abū Saʿīd ʿUthmān III venne assassinato da un suo visir nel 1421. Fu nominato sultano ma il potere effettivo era gestito dalla famiglia dei visir Wattasidi, reggenti di ʿAbd al-Ḥaqq.

### Reggenza di Abū Zakariyyā Yaḥyā e ʿAlī ibn Yūsuf
Il primo reggente wattaside fu Abū Zakariyyā Yaḥyā al-Wattāṣī, che iniziò ad aumentare il suo potere a danno dei Merinidi dal 1437, quando respinse l'attacco portoghese contro Tangeri, riuscendo anche a catturare il principe Ferdinando d'Aviz. Abū Zakariyyā chiese la restituzione di Ceuta (conquistata dai portoghesi nel 1415) in cambio della liberazione del principe Ferdinando. Su pressione del papa, Edoardo del Portogallo preferì lasciare prigioniero il fratello piuttosto che cedere la città.

Ceuta non tornò quindi in mano ai mori ma Abū Zakariyyā, che era stato fino a quel momento molto impopolare, aumentò il suo prestigio e il suo potere.
Abū Zakariyyā morì nel 1448 e gli succedette alla carica di visir ʿAlī b. Yūsuf. Sotto il suo visirato i Portoghesi, su richiesta del Papa, prepararono un grosso esercito con l'intento di usarlo contro i Turchi ottomani che avevano conquistato Costantinopoli nel 1453, ma il re Alfonso V del Portogallo cambiò idea e preferì utilizzare questa grossa armata contro il Marocco, riuscendo a conquistare Ksar es-Sghir (Qaṣr al-ṣaghīr), lett. "il Piccolo Castello".

### Massacro dei visir wattasidi
Yahya ibn Abi Zakariyya succedete ad ʿAlī ibn Yūsuf come visir wattaside nel 1458.

Nel 1459 ʿAbd al-Ḥaqq, ormai adulto, scoprì la cospirazione wattaside atta ad eliminare definitivamente i Merinidi e a sostituirsi a loro nel governo. Massacrò quasi tutti i componenti della famiglia wattaside, solo due membri della dinastia si salvarono e si rifugiarono nel Rif, uno dei due sopravvissuti, Muhammad al-Shaykh al-Wattasi, diventerà in seguito il primo sultano wattaside.

### Massacro di Fāṣ del 1465 e fine della dinastia merinide
Il sultanato merinide aveva iniziato a declinare dopo la morte del sultano Abū ʿInān Fāris (avvenuta nel 1358): molte province non riconobbero più l'autorità merinide, le pestilenze decimarono la popolazione, i portoghesi conquistarono nel 1415 Ceuta, la più importante città mercantile del sultanato merinide, la Reconquista in al-Andalus provocò l'arrivo in Marocco di decine di migliaia di profughi musulmani ed ebrei in fuga dall'Inquisizione che causarono un sovraffollamento nelle città del Marocco e un aumento dei prezzi dei beni di prima necessità. In questa situazione divennero molto popolari i predicatori mistici che aizzavano contro i Merinidi e fomentavano l'intolleranza religiosa.

Quando ʿAbd al-Ḥaqq prese il potere e massacrò i suoi reggenti Wattasidi, la situazione economica del regno era disastrosa, il sultano quindi delegò il compito di risolvere questa terribile situazione a un suo capace cortigiano ebreo: Haron ben Batash. Haron riuscì ad assolvere questo compito, stabilizzando l'economia del sultanato merinide e per questo motivo divenne un favorito del sultano, acquisendo la carica di visir e ottenendo poteri immensi nel regno. Haron una volta diventato potentissimo iniziò a comportarsi con prepotenza nei confronti della popolazione musulmana, nel 1465 del vino venne trovato in una moschea che si trovava nei pressi del mellah (il quartiere ebraico) e la colpa venne data agli ebrei, al contempo si diffuse la notizia che Haron aveva umiliato pubblicamente una donna musulmana. Ciò provocò il massacro di Fès del 1465, in cui il sultano ʿAbd al-Ḥaqq, il visir Haron ben Batash e la maggior parte degli ebrei di Fès furono attaccati e massacrati dalla folla inferocita. Furono risparmiati solo alcuni ebrei che si rifugiarono nelle moschee e che si convertirono prudenzialmente all'Islam.

### Salita al potere dei Wattasidi
Dopo il massacro venne nominato sultano dagli sceicchi dell'università al-Qarawiyyin un discendente degli Idrisidi, Muḥammad b. ʿAlī al-Gūṭī.

Uno dei superstiti al massacro dei Wattasidi commesso da ʿAbd al-Ḥaqq anni prima, Muḥammad al-Shaykh al-Wattāsī, saputo della morte del sultano merinide, allestì immediatamente un esercito e arrivò a Fāṣ, facendosi nominare sultano, detronizzando Muḥammad ibn ʿAlī.

Muḥammad al-Shaykh si dimostrò particolarmente tollerante, permettendo agli ebrei che si dovettero convertire all'Islam per non venire massacrati a riconvertirsi all'Ebraismo. Inoltre nel 1492, a seguito della cacciata dalla Spagna, accolse a Fāṣ 20.000 ebrei iberici, che restaurarono la comunità distrutta nel 1465.